# Craniopagus parasiticus

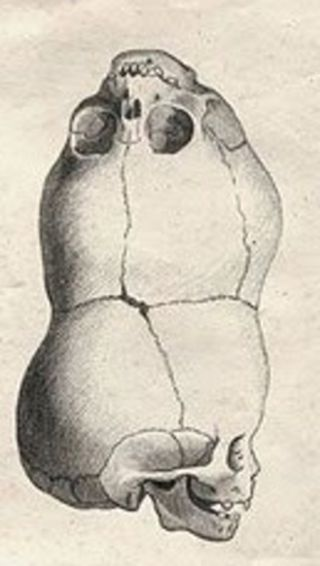
Rysunek przedstawiający czaszkę urodzonego w 1783 w Bengalu chłopca z craniopagus parasiticus

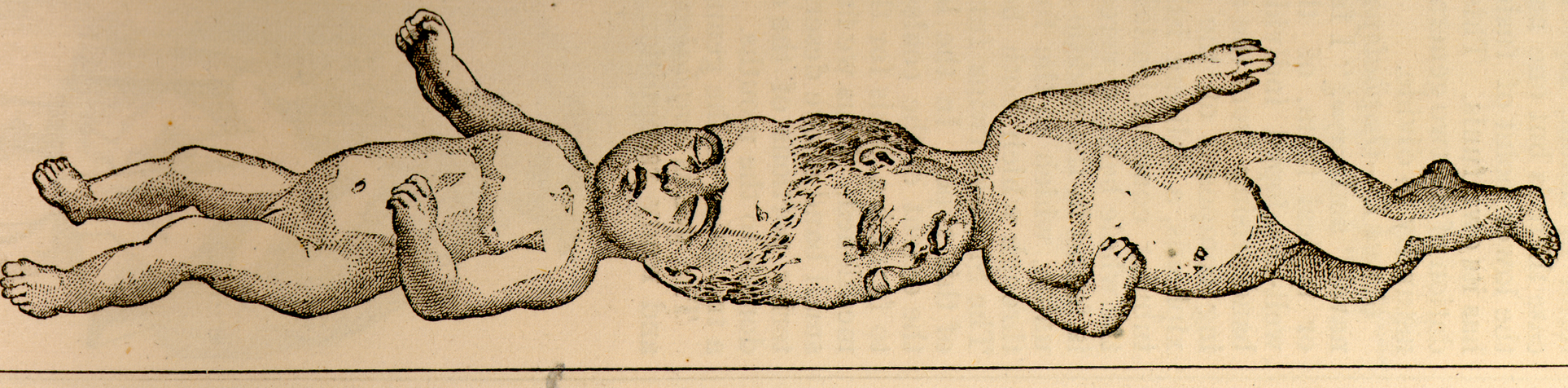
Bliźnięta nierozdzielone craniopagus

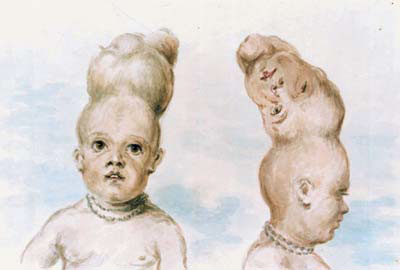
Rysunek przedstawiający chłopca z Bengalu

Craniopagus parasiticus – rzadki typ bliźniąt syjamskich złączonych głowami. Craniopagus oznacza bliźnięta nierozdzielone złączone czaszkami, posiadające oddzielne pozostałe części ciała). Stan ten spotyka się w 4-6 przypadków na 10 000 000 urodzeń. Craniopagus parasiticus stanowi stan jeszcze rzadszy. Do tej pory opisano w literaturze tylko 10 przypadków. Od zwykłego craniopagus różni się on tym, że występuje pasożytujący bliźniak złożony z głowy przyłączonej do głowy bliźniaka będącego jego żywicielem oraz nierozwiniętego lub miernie rozwiniętego ciała. Najczęściej dochodzi do wewnątrzmacicznego obumarcia płodu, śmierć może też nadejść w trakcie albo krótko po zabiegu.

## Terminologia
W przeszłości nie zachowywano konsekwencji, traktując o bliźniętach nierozdzielonych pasożytniczych. Zgodnie z definicją pasożytujący bliźniak przyłączony jest do drugiego bliźniaka w pewnym miejscu na ciele rozwiniętego bliźniaka. Ten nierozwinięty zyskał sobie miano pasożyta, w stosunku do rozwiniętego funkcjonuje angielski termin autosite. Również on może cechować się nieprawidłowościami, ale w większości przypadków jest wystarczająco dobrze rozwinięty, by mógł przeżyć samodzielnie.

## Historia
Literatura opisuje jedynie 9-10 przypadków craniopagus parasiticus. Tylko 3 z nich przetrwały poród. Pierwszy z nich stanowi dwugłowy chłopiec z Bengalu, którego głowę przechowuje Hunterian Museum należące do Uniwersytetu w Glasgow.

## Rozwój
Trudno określić dokładny rozwój craniopagus parasiticus. Wiadomo jednakże, że gorzej rozwinięty bliźniak pasożytuje na tym lepiej rozwiniętym. Bliźnięta takie powstają, gdy zarodek ulega podziałowi na bliźnięta monozygotyczne, ale nie następuje kompletne rozdzielenie zarodków. Poza tym jeden z nich musi zacząć dominować nad drugim, którego rozwój przebiega w sposób znacznie różniący się od normy. Główna różnica pomiędzy tym rodzajem bliźniąt a bliźniętami nierozdzielonymi polega na zatrzymaniu się rozwoju jednego z bliźniąt jeszcze w trakcie ciąży (pasożyta), i kompletnym rozwoju drugiego.
W przypadku normalnych bliźniąt monozygotycznych dochodzi do zapłodnienia jednej komórki jajowej jednym plemnikiem. Jajo płodowe może ulec całkowitemu podziałowi w stadium dwóch blastomerów. Jeśli jajo płodowe podzieli się na etapie wczesnej blastocysty, powstaną dwie części wewnętrzne. W efekcie rozwiną się bliźnięta monozygotyczne jednokosmówkowe o wspólnym łożysku, dwuowodniowe. Dalej jajo płodowe może ulec podziałowi z zachowaniem pojedynczej blastocysty. Rozwiną się z niego bliźnięta monozygotyczne jednokosmówkowe jednoowodniowe. W podobny sposób prawdopodobnie powstają bliźnięta nierozdzielone, a być może odgrywa on też rolę w rozwoju craniopagus parasiticus.
Jedna z hipotez zakłada, że craniopagus parasiticus zaczyna swój rozwój w sposób podobny do opisanego wyżej: z pojedynczej zygoty powstają dwa zarodki, które jednak w czasie dwóch tygodni po zapłodnieniu nie mogą już zakończyć podziału. Istnieją opinie, wedle których do tej sytuacji dochodzi później, około czwartego tygodnia. Uważa się, że dwa zarodki łączą się ze sobą w czwartym tygodniu w okolicy przedniego otworu nerwowego.
Inna hipoteza proponuje połączenie układów naczyniowych somatycznego i łożyskowego bliźniąt oraz degenerację sznura pępowinowego bliźniaka pasożytniczego. Sugeruje ona, że craniopagus parasiticus rozwija się z powodu braku zaopatrzenia w krew jednego z bliźniąt.

## Terapia
Główny sposób leczenia stanowi chirurgia. Operacja polega na usunięciu pasożytującego bliźniaka. Jest to jednak postępowanie niebezpieczne, tylko raz przeprowadzono je z sukcesem. Problem polega na znacznym stopniu splątania tętniczych naczyń krwionośnych zaopatrujących głowę, co przekłada się na trudności w kontrolowaniu krwawień, podczas gdy zasugerowano, że odcięcie zaopatrzenia tętniczego bliźniaka pasożytującego może zwiększyć szanse na przeżycie rozwiniętego bliźniaka

## Przypadki
Udokumentowano jedynie 10 przypadków craniopagus parasiticus, aczkolwiek w 2012 w wiarygodnych źródłach pisano o co najmniej osiemdziesięciu. Współczesna medycyna zna jednak tylko 3 przypadki udokumentowanego przeżycia porodu:
- 10 grudnia 2003 w Dominikanie z tą rzadką przypadłością urodziła się Rebeca Martínez. Jako pierwsze dziecko z craniopagus parasiticus przeszła operację usunięcia drugiej głowy. Zmarła 7 lutego 2004, po jedenastogodzinnej operacji[7]
- 19 lutego 2005 dziesięciomiesięczna Manar Maged przeszła udaną trzynastogodzinną operację w Egipcie. Niedorozwinięta dodatkowa głowa łączyła się z głową Manar, zwracając się twarzą do góry. Bliźniak potrafił uśmiechać się, a nawet mrugać, pomimo czego lekarze zdecydowali się go usunąć, choć nie był w stanie przeżyć samodzielnie[8]. Manar wystąpiła w odcinku The Oprah Winfrey Show i w brytyjskim serialu dokumentalnym BodyShock. Manar umarła przed swoimi drugimi urodzinami z powodu ciężkiej infekcji mózgu[9].
- Wcześniejszy przypadek nazwano "dwugłowym chłopcem z Bengalu". Urodził się w 1783, a umarł w 1787 z powodu ukąszenia kobry. Jego głowę zachowano w kolekcji Hunterian Museum należącej do Royal College of Surgeons of London[6].

## Podobne zaburzenia
Istnieje kilka innych stanów, w których dziecko czy zwierzę rodzi się z dwiema głowami albo twarzami. Zaliczają się one do wrodzonych zaburzeń głowy, myli się je często z craniopagus parasiticus, używając terminów medycznych niewłaściwie. Dwa częste stany mylone z powyżej opisanym to policefalia i diprosopus.

### Policefalia
Policefalia to stan, w którym organizm ma tylko jedno ciało, ale więcej niż jedną głowę. Różni się od craniopagus parasiticus tym, że dodatkowa głowa lub głowy nie są pasożytnicze. Wszystkie głowy potrafią w równym stopniu dysponować wspólnym ciałem lub też mogą dysponować oddzielnymi rdzeniami kręgowymi, mózgami, a nawet sercami. Należy tutaj przypadek sióstr Abigail i Brittany Hensel z USA. Uznawano je za oddzielne osoby. Co więcej, jedna z nich kontrolowała lewą stronę wspólnego ciała, podczas gdy druga – prawą. Stanowiło to efekt istnienia oddzielnych mózgów i rdzeni kręgowych. Jednakże w pewnych przypadkach, gdy wszystkie części ciała prócz dwóch głów są wspólne, trudno stwierdzić, że rzeczywiście ma się do czynienia z oddzielnymi osobnikami.

### Diprosopus
Diprosopus oznacza istnienie pojedynczej głowy i szyi ze zdwojeniem struktur twarzy. Termin ten obejmuje pewien zakres zaburzeń różniących się stopniem duplikacji twarzy. Różni się od craniopagus parasiticus istnieniem pojedynczej głowy z jedynie towarzyszącą duplikacją struktur czaszkowo-twarzowych. Na jednym biegunie znajdują się dwie uformowane w pełni twarze, na drugim zdwojenie nosa czy oczu. Odnotowano mniej niż 30 przypadków. Mechanizm powstawania tego zaburzeń również różni się znamiennie od typowego dla craniopagus parasiticus. Opiera się bowiem na nieprawidłowych poziomach białka sonic hedgehog. Zbyt duża ilość tego białka prowadzi do zdwojenia struktur twarzy, natomiast zbyt mała może prowadzić do cyklopii.